# Maybachufer
Das Maybachufer ist eine Straße am Landwehr- und Neuköllner Schifffahrtskanal im Berliner Ortsteil Neukölln und wurde nach dem Juristen und Politiker Albert von Maybach benannt.

## Geschichte
Die zweispurige Straße zählt zum sogenannten „Reuterkiez“, einer einst sumpfigen Wiesen- und Buschfläche, die aufgrund ihrer verkehrsgünstigen Lage am Landwehrkanal in der Mitte des 19. Jahrhunderts entwickelt wurde.
Auf einer Karte aus dem Jahr 1877 wird die Straße als Wiesenufer geführt. Im Bebauungsplan erscheint sie als Straße 45 und erhielt zwischen 1882 und 1883 den heutigen Namen. Bereits in dieser Zeit fand hier zwischen Industrie- und Wohngebäuden ein Wochenmarkt statt. Heute erinnern Hinterhof-Fabriken und Gewerbehöfe an die einstige industrielle Nutzung. Die Miethausgruppe Maybachufer 20/21 in Verbindung mit den Gebäuden der Friedelstraße 34 sowie der Bürknerstraße 1 und 29–32 stehen unter Denkmalschutz. Sie entstanden in den Jahren 1909 und 1910 nach Entwürfen von Reinhold Kiel und Karl Wolter.

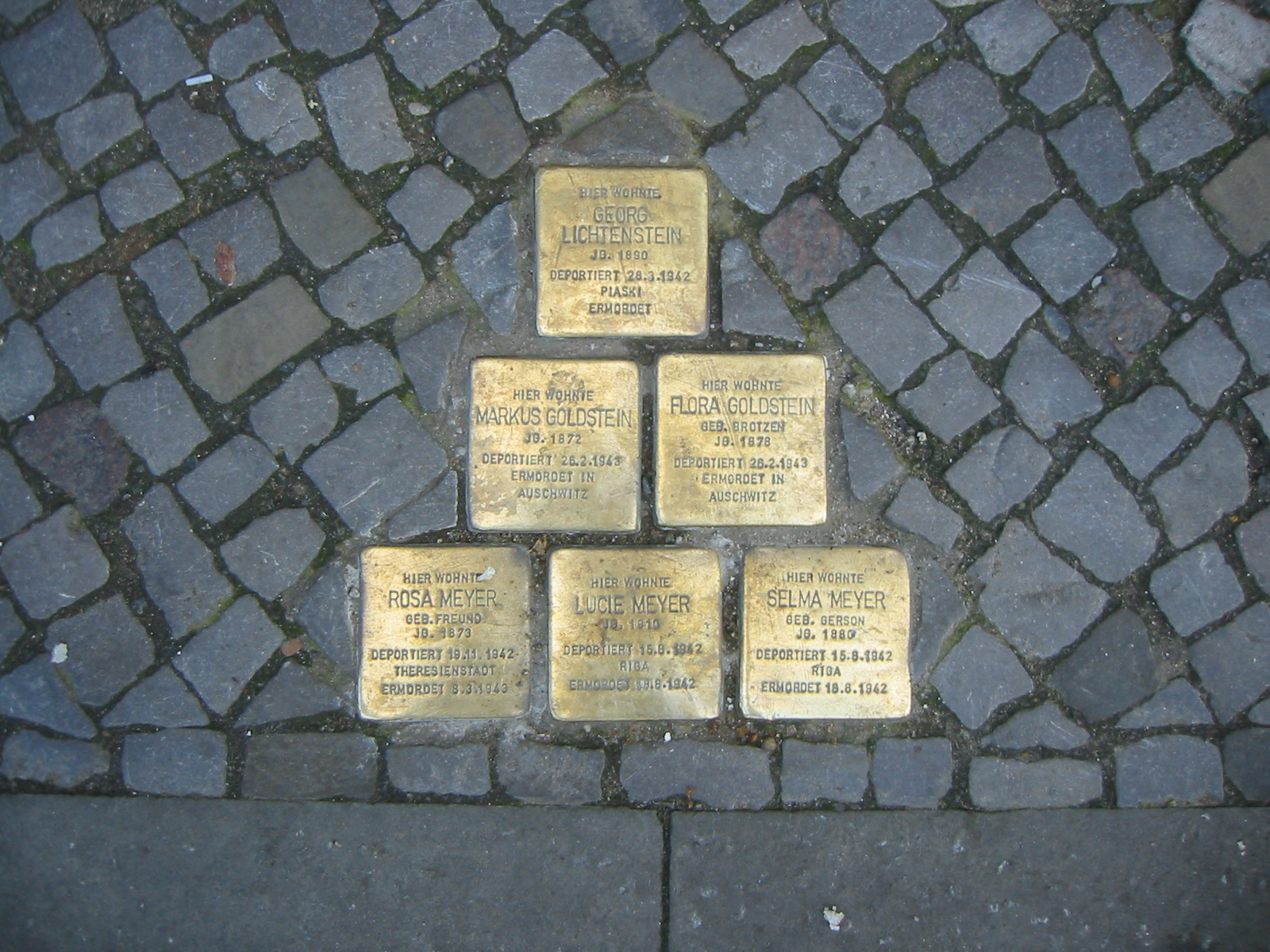
Stolpersteine vor dem Haus Nr. 8

Seit 2008 befinden sich vor dem Haus mit der Nummer 8 verschiedene Stolpersteine für Markus und Flora Goldstein, Lucie, Rosa und Selma Meyer sowie Georg Lichtenstein.
In Reiseführern wird der Türkenmarkt am Maybachufer erwähnt, der dienstags und freitags hier stattfindet und bereits mit dem Münchner Viktualienmarkt verglichen wurde.

## Radverkehr
Das Maybachufer ist nicht mit Radwegen ausgestattet. 
An der Straße befindet sich seit 2016 eine von 17 in Berlin fest installierten automatischen Radzählstellen. Unter allen mit einer Zählstelle versehenen Plätzen der Stadt, ist das Maybachufer der am viertstärksten vom Radverkehr frequentierte Ort.